# SU-122
SU-122 (Samokhodnaya Ustanovka 122 mm)는 제2차 세계대전 시기에 사용한 소비에트 연방의 자주포이자 돌격포이다. 숫자 122는 주포인 122 mm M-30S 곡사포의 구경을 뜻한다. 차체는 T-34의 것을 사용했다.

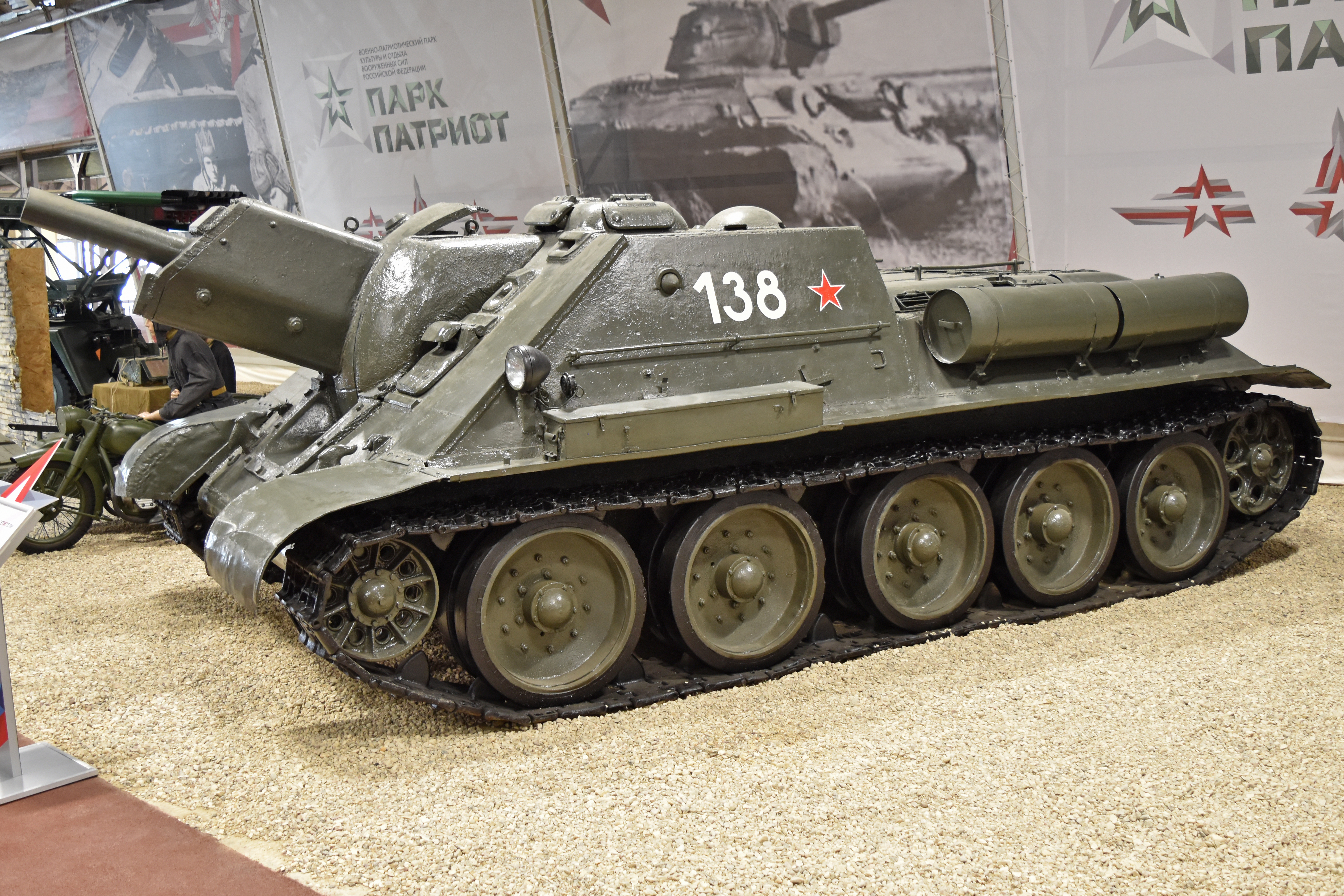
쿠빈카 전차박물관에 비치된 SU-122

## 생산 기록
SU-122의 생산은 1942년 12월에 시작했다. 그 이후의 생산 계획은 매달 100대의 SU-122를 생산하는 것이었다. 생산은 1943년 여름까지 계속되었고, 그때까지 총 638대의 SU-122가 제작되었다.

## 사용 기록
1943년 1월, 제54군단의 일원으로 제1433 및 제1434 자주포연대가 레닌그라드 부근의 볼호프 전선으로 파병되었다. 1월 14일, 그들은 처음으로 스미에르드니 지역에서의 전투를 목격했다.
 그 후, SU-122는 공격 중인 전차 뒤로 400m에서 600m 사이의 거리를 두고 따라붙어야 한다는 결론을 지었다. 때로는 이 거리가 200m에서 300m 사이로 짧아지기도 했다.
SU-122 자주포를 낀 SU-76 대전차자주포의 사용은 성공적이지 못했다. 전투 경험을 바탕으로 자주포 연대의 조직이 개편되었다. 새로운 연대 조직은 두 대의 SU-76 대전차자주포와 세 대의 SU-122 자주포로 구성되었으며, 총 20문의 자주포로 구성되었다.. 4월에 자주포 연대가 다시 조직개편되었다. SU-76 대전차자주포(경자주포연대)와 SU-122 자주포(중자주포 연대)를 위한 별도의 연대가 창설되었다.
중형자주포연대는 각각 4대의 SU-122 자주포로 구성된 4개의 포대로 구성되었다. 각 연대에는 지휘용 SU-122 또는 T-34 및 BA-64 장갑차가 포함되었다. 이 연대는 1944년 초까지 유지되었으며, 이후에는 SU-122가 SU-152, ISU-122 및 ISU-152 중자주포와 SU-85 대전차자주포로 대체되기 시작했다.
TSU-122는 요새에 직접 포격을 가하는 역할에 효과적임이 입증되었다. 122mm 고폭탄의 대규모 충격은 티거 중전차에 직접 타격을 가하면 포탑을 날려버릴 수 있을 정도였다고 전해지며, 이는 152mm 대형 곡사포와 공통된 특성이다. 1943년 5월에 새로운 BP-460A 대전차고폭탄 (HEAT)이 도입되었지만, 그 원시적인 탄두 설계는 재래 고폭탄의 무차별 충격 효과보다 약간 더 효과적일 뿐이었다. 그러나 대부분의 곡사포와 마찬가지로 M-30 곡사포의 정확도는 대전차전을 위해 설계된 당대의 무기보다 떨어졌다.
전쟁에서 살아남은 SU-122는 거의 없다. 현재 단 한 대만 존재하며 쿠빈카 전차박물관에 전시되어 있다.

## 파생 및 개량형
SU-122는 대량 생산에 투입된 변형 모델이 없다. SU-122의 T-34 차대는 이후 SU-85 자주포의 일부로 추가 개조되었다.

### SU-122M
SU-122가 대량 생산되는 동안에도, 그 설계는 주로 생산 비용을 절감하기 위한 목적으로 개선되고 있었다. M-30S 곡사포는 GAU RKKA 포병 위원회의 이전 권고에도 불구하고 목적에 적합하지 않은 것으로 판명되었다. 이 곡사포는 많은 공간을 차지했고 발사를 위해 전차장과 포수 모두가 이를 운용해야 했다. 이로 인해 1943년 1월, SU-122에 다른 곡사포를 장착하는 작업이 시작되었다.
SU-122M의 시제차는 1943년 4월에 제작되었다. 더 큰 전투실과 개별 운전실용 해치가 특징이었다. 차량 바닥에 장착된 M-30S 곡사포는 더 현대적인 D-11 곡사포(U-11 곡사포의 변형)로 대체되었다. 그러나 SU-122M은 대신 SU-85를 생산하기로 결정하면서 생산에 투입되지 않았다.

### SU-122-III
개선된 SU-122 대체제를 만들기 위한 또 다른 시도는 SU-85 차대를 사용하여 122mm D-6 곡사포와 짝을 이루었는데, 이 곡사포는 U-11 곡사포보다 가볍고 작았다. 이는 곡사포의 반동 메커니즘의 신뢰성 부족과 낮은 대전차 능력 때문에 실패로 끝났다. 이후 122mm 자주포에 대한 전시 설계 작업은 취소되었다.